# راینر شولز
راینر شولز (انگلیسی: Rainer Scholz؛ زادهٔ ۳ سپتامبر ۱۹۵۴) بازیکن فوتبال اهل آلمان است.
از باشگاه‌هایی که در آن بازی کرده‌است می‌توان به باشگاه فوتبال دارمشتات ۹۸، باشگاه فوتبال وورتسبورگ کیکرز، و باشگاه فوتبال هانوفر ۹۶ اشاره کرد.